# Avenida Argentina (Lima)
La avenida Argentina es una de las principales avenidas del área metropolitana de Lima, en el Perú. Se extiende de este a oeste y conecta el cercado de Lima con los distritos chalacos de Carmen de La Legua-Reynoso y el Callao.

## Recorrido
Su recorrido se inicia en la plaza Ramón Castilla, punto de confluencia de las avenidas Alfonso Ugarte y Emancipación.
En sus primeras cuadras se ubica la Alameda Las Malvinas, que fue construida en el año 2003, tras el desalojo del antiguo campo ferial del mismo nombre.
Es por su acceso directo al Centro Histórico de Lima, una de las vías más transitadas por turistas que provienen del Aeropuerto Internacional Jorge Chávez, y además por la misma razón a veces es usada como via alterna a las avenidas Tomás Valle, Morales Duárez, Alfredo Mendiola, De La Marina y Colonial.
Además, por su acceso al Puerto del Callao, es una de las vías más congestionadas en el ámbito del transporte de carga que se dirige a la capital y a las ciudades del interior del país.